# Säckpipa

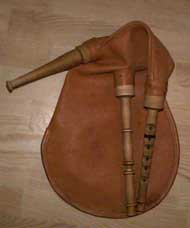
Modelo tradicional de säckpipa, hecho por Leif Eriksson.

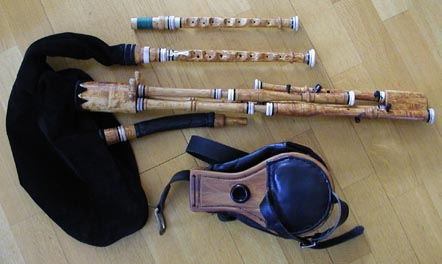
Modelo moderno de säckpipa, obra de Alban Faust, con tres roncones, un fuelle y punteros en sol y en la.

La säckpipa es una gaita típica de Suecia, prácticamente extinguida a mediados del siglo XX. 

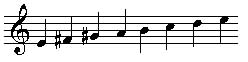
Tesitura

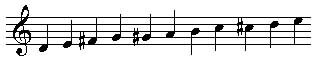
Otra tesitura.

A principios de 1980, comenzó un importante esfuerzo para su rehabilitación, que llegan hoy en una versión de säckpipa basada en ejemplares que se encuentran en la región de Dalecarlia, donde el instrumento se mantuvo. Pinturas religiosas medievales que se encuentran en las iglesias a lo largo de la península sugieren que la gaita sueca no era un instrumento popular desde finales del siglo XIV. Säckpipa en sueco significa, literalmente "gaita" y puede ser utilizado por los hablantes para referirse a cualquier modelo en su género.

## Escala
La escala de este instrumento es, en su digitación más básica, una escala mixolidia b9, es decir, una escala mixolidia con la sexta disminuida en un semitono. Muchos modelos cuentan con un segundo agujero para el dedo pulgar de la mano de abajo que permite tocar una escala menor.